# Joan Faulkner
Joan Faulkner (* 1960 in Gary, Indiana, USA) ist eine US-amerikanische Jazzsängerin. Sie war inoffiziell eine tragende Stimme der ehemaligen Pop-Gruppen Boney M. und Milli Vanilli. Ihr Repertoire umfasst Jazz, Blues, Soul, Pop bis hin zu Techno.

## Leben und Wirken
Faulkner wuchs als Tochter eines Predigers auf und war bereits als Dreijährige im Kirchenchor der Gemeinde ihres Vaters mit Gospel zu hören. Mit elf Jahren sang sie auf Beisetzungen und Hochzeiten, im Alter von vierzehn Jahren übernahm sie die Leitung des Kirchenchors in der Gemeinde des Vaters. Mit siebzehn Jahren machte sie eine erste Plattenaufnahme und wurde Assistentin der Leitung des Indiana State Choir. Als ihr damaliger Ehemann im US-amerikanischen Bundesstaat South Dakota stationiert war, sang sie dort tagsüber in der Kirche und nachts in den Clubs.
Im Jahr 1978 kam Faulkner mit ihrem Ehemann und ihren drei Kindern nach Frankfurt am Main, wo sie zunächst als Sekretärin bei der US-Armee tätig war. Sowohl in der Main-Metropole als auch im Rhein-Main-Gebiet kam es jedoch allmählich wieder zu musikalischen Auftritten, zunächst in Jazz- und Blues-Lokalen und in Klubs der US-Armee. In Frankfurts überregional bekanntem Tigerpalast gehörte sie lange Jahre zur Stammbesetzung. Sie verstand es auch, in Frankfurts Alter Oper, in Berlins Friedrichstadtpalast oder in Dortmunds Westfalenhalle das große Publikum zu begeistern. Ihre Ehe überstand dies jedoch nicht.
In großen Gala-Konzerten sang sie mit Künstlern wie Roberto Blanco, Howard Carpendale, Harald Juhnke, Al Martino, Bill Ramsey, Jennifer Rush, Caterina Valente oder den Weather Girls und erwarb sich den Ehrentitel „The Voice“. Sie übernahm den Part des Openers für Konzerte von Ray Charles und Percy Sledge. Bandleader wie Peter Herbolzheimer, Horst Jankowski, Dieter Reith, Hugo Strasser und Thilo Wolf holten sie zu ihren Auftritten.
Musikproduzent Frank Farian, der Faulkners Gesangsstimme als „beste schwarze Stimme Europas“ bezeichnet hat, engagierte sie als maßgebliche Ghostsänger-Stimme seiner Popgruppen Boney M. und Milli Vanilli. Das bemerkten Insider und Publikum spätestens bei Milli Vanillis Millionen-Hit „Blame It on the Rain“.
Faulkners Lebenspartner ist der ungarische Jazzpianist Gusztáv Csík, mit dem sie auch gemeinsam auftritt. Mit ihrer Band Three Ladies of Blues trat sie 2006 bei der Jazzwoche Burghausen auf. Im Bereich des Jazz verzeichnet Tom Lord zwischen 1983 und 2006 vier Aufnahmesessions, mit der Wolverines Jazz Band, der Big Band RTV Ljubljana und mit der Bigband von Thilo Wolf. 2019 folgte, gemeinsam mit der Barrelhouse Jazzband das Album 66 Jahre ... jetzt erst recht!
Faulkner lebt im hessischen Langen, südlich von Frankfurt am Main.

### Hörfunk und Fernsehen
- In den 1980er Jahren wurde sie durch mehrere Auftritte in der Fernsehshow Geheimtipp von Bill Ramsey bekannt.
- Zusammen mit La Bouche sang Faulkner 1997 im Fernsehen das Lied „Candle in the Wind“ von Elton John aus Anlass des Todes von Mutter Teresa.
- In der Fernsehserie Klinik unter Palmen debütierte Faulkner schauspielerisch als Krankenschwester Ella mit Harald Juhnke und Klausjürgen Wussow in den 1998/99 ausgestrahlten Staffeln 3 und 4;[8] außerdem sang sie die Serien-Erkennungsmelodien „Groove Me“ und „Together“.

## Auszeichnungen
- 1989 – Künstler des Jahres
- 1991 – NAACP Image Award